# Sultan Azlan Shah Cup 2004
De strijd om de Sultan Azlan Shah Cup is een internationaal invitatietoernooi, dat jaarlijks in Maleisië wordt gehouden. Het hockeyevenement vindt geen doorgang indien Maleisië in hetzelfde jaar gastheer is van een door de FIH toegewezen toptoernooi, zoals het wereldkampioenschap of de Champions Trophy. Aan de dertiende editie, van donderdag 8 januari tot en met zondag 18 januari 2004, deden behalve het gastland de volgende landen mee: Australië, Duitsland, India, titelverdediger Pakistan, Spanje en Zuid-Korea.

## Teams

### Australië
- Eerdere deelnames: 1983, 1985, 1994, 1996, 1998 en 2001
- Beste prestatie(s): Winnaar in 1983 en 1998
- Bondscoach: Barry Dancer

### Duitsland
- Eerdere deelnames: 1987, 1995, 1998, 1999, 2000, 2001 en 2003
- Beste prestatie(s): Winnaar in 1987 en 2001
- Bondscoach: Bernhard Peters

### India
- Eerdere deelnames: 1983, 1985, 1991, 1995, 1996, 2000 en 2001
- Beste prestatie(s):Winnaar in 1985, 1991 en 1995
- Bondscoach:Harinder Singh

### Maleisië
- Eerdere deelnames: Alle voorgaande edities (als gastland)
- Beste prestatie(s): Derde in 1996
- Bondscoach: Paul Lissek

### Pakistan
- Eerdere deelnames: 1983, 1985, 1987, 1991, 1994, 1999, 2000, 2001 en 2003
- Beste prestatie(s): Winnaar in 1999, 2000 en 2003
- Bondscoach: Roelant Oltmans

### Spanje
- Eerdere deelnames: 1985 en 1995
- Beste prestatie(s): Vierde in 1985 en 1995
- Bondscoach: Maurits Hendriks

### Zuid-Korea
- Eerdere deelnames: 1987, 1991, 1996, 1998, 1999, 2000, 2001 en 2003
- Beste prestatie(s):Winnaar in 1996
- Bondscoach: Kim Young-kyu

## Uitslagen voorronde
DONDERDAG 8 JANUARI
| Wedstrijd           | Uitslag |
| ------------------- | ------- |
| Zuid-Korea-Pakistan | 2-4     |
| India-Duitsland     | 1-3     |
| Maleisië-Spanje     | 3-3     |

VRIJDAG 9 JANUARI
| Wedstrijd          | Uitslag |
| ------------------ | ------- |
| Pakistan-India     | 3-2     |
| Spanje-Australië   | 3-1     |
| Duitsland-Maleisië | 4-2     |

ZATERDAG 10 JANUARI
| Wedstrijd            | Uitslag |
| -------------------- | ------- |
| Australië-Zuid-Korea | 1-1     |

ZONDAG 11 JANUARI
| Wedstrijd            | Uitslag |
| -------------------- | ------- |
| Zuid-Korea-Duitsland | 1-2     |
| Maleisië-India       | 2-2     |
| Pakistan-Spanje      | 4-2     |

MAANDAG 12 JANUARI
| Wedstrijd          | Uitslag |
| ------------------ | ------- |
| Maleisië-Australië | 3-2     |
| Pakistan-Duitsland | 4-3     |

DINSDAG 13 JANUARI
| Wedstrijd         | Uitslag |
| ----------------- | ------- |
| Zuid-Korea-Spanje | 4-1     |
| India-Australië   | 2-4     |

WOENSDAG 14 JANUARI
| Wedstrijd         | Uitslag |
| ----------------- | ------- |
| Spanje-Duitsland  | 4-4     |
| Pakistan-Maleisië | 1-1     |
| India-Zuid-Korea  | 2-3     |

DONDERDAG 15 JANUARI
| Wedstrijd          | Uitslag |
| ------------------ | ------- |
| Australië-Pakistan | 2-2     |

VRIJDAG 16 JANUARI
| Wedstrijd           | Uitslag |
| ------------------- | ------- |
| Spanje-India        | 4-1     |
| Duitsland-Australië | 2-4     |
| Maleisië-Zuid-Korea | 1-4     |

EINDSTAND VOORRONDE
| Plaats | Land       | uitslag | uitslag | uitslag | uitslag | uitslag | uitslag |
| ------ | ---------- | ------- | ------- | ------- | ------- | ------- | ------- |
| 1.     | Pakistan   | 6       | 4       | 2       | 0       | (18-12) | 14      |
| 2.     | Australië  | 6       | 3       | 2       | 1       | (15-12) | 11      |
| 3.     | Zuid-Korea | 6       | 3       | 1       | 2       | (15-11) | 10      |
| 4.     | Duitsland  | 6       | 3       | 1       | 2       | (18-16) | 10      |
| 5.     | Spanje     | 6       | 2       | 2       | 2       | (17-17) | 8       |
| 6.     | Maleisië   | 6       | 0       | 3       | 3       | (11-17) | 3       |
| 7.     | India      | 6       | 0       | 1       | 5       | (10-19) | 1       |

## Uitslagen finaledag
OM VIJFDE PLAATS
- Spanje-Maleisië: 2-1

TROOSTFINALE
- Duitsland-Zuid-Korea: 5-6

FINALE
- Pakistan-Australië: 3-4

## Eindrangschikking
1. Australië
2. Pakistan
3. Zuid-Korea
4. Duitsland
5. Spanje
6. Maleisië
7. India